# Mały Puc
Mały Puc – wieś w Polsce położona w województwie pomorskim, w powiecie kościerskim, w gminie Kościerzyna